# Mari Pokinen
Mari Pokinen és una actriu i cantant estoniana.
El 2010 publicà l'àlbum 22. El mateix any es va comprometre amb l'actor Maiken Schmidt.
El 2011 actuà a la sèrie televisiva Nõianeiu Nöbinina.
El 2014 es casà amb Mikk Jürgen, convertint-se ella en Mari Jürjens.